# 林南
林南（1938年8月21日—）是杜克大學 Trinity College of Arts & Sciences 的社會學教授。他專長於對社交網絡和社會資本的研究和論述。

## 傳略
林南於1960年獲得臺灣東海大學學士學位；1963年獲得雪城大學碩士學位；1966年獲密歇根州立大學博士學位。 1971年進入紐約州立大學奧爾巴尼分校社會學系，1976年成為該校正教授，1979年至1982年任系主任。1979年，他與中華人民共和國的社會學家建立了聯繫，並在奧爾巴尼和南開大學之間建立了交流計劃。
1990年，他擔任杜克大學社會學教授。 他曾任美國社會學協會副主席，也曾任教於約翰霍普金斯大學。

## 研究生涯
林南的研究興趣在於社會網絡、社會支持和社會資本。他在每個領域都貢獻了理論、設計了測量方法並進行了實證研究。他將理論和測量應用於社會分層和流動性、壓力和應對以及個人、組織和社群福祉（英語：Well-being）的研究。
他既採用定量方法—如大規模的全國性調查，以及組織和社群調查—也採用了定性方法，如在村莊進行深入的長期觀察。
自1980年代初期以來，他開始撰寫有關社交網絡的文章，他為 Mark Granovetter 和 James Coleman 定義的社會資本文獻的經濟導向分支做出了貢獻，尋求建立一種將理論與實證檢驗相結合的研究範式。他將社會資本定義為通過網絡關係獲取資源，並是該術語最被廣泛接受的概念之一。 這一社會資本的定義是可量化的，並且被廣泛認為比另一由 Robert Putnam 提倡的代表定義更為精確。 他還反對 Putnam 提出的社會資本正在減少的論點；他堅持認為，事實上，由於日益普及的網際網路上之關係網絡，反而正在上升。

## 榮譽
他是中央研究院院士。2008年他擔當於北京大學費孝通紀念講座，同年在清華大學“中國社會學的重構與發展與林南思想”中獲獎。他擁有國立政治大學名譽博士學位，並在包括南開大學、人民大學在內的許多大學和研究所擔任傑出訪問學者或名譽教授。2010年他被中国管理研究国际学会頒與傑出研究貢獻獎。